# Maladrerie Saint-Thomas-Becket
La maladrerie Saint-Thomas-Becket est une léproserie fondée au début du XIIe siècle et située à Aizier dans le département de l'Eure en région Normandie. La chapelle Saint-Thomas, les vestiges archéologiques d'un bâtiment à l'intérieur de l'enclos, ainsi qu'une mare pavée sont inscrits au titre des monuments historiques en 1993.

## Localisation
La maladrerie Saint-Thomas Becket est à mi-chemin entre Rouen et Le Havre, dans la commune d'Aizier, au nord-ouest du département de l'Eure. Elle se situe à l'extrémité nord du plateau du Roumois, sur les hauteurs dominant la vallée de la Seine. Ses vestiges s'élèvent en bordure de la forêt de Brotonne à l'est et du bois de Fécamp au sud, au cœur du parc naturel régional des Boucles de la Seine normande, près de la route des chaumières.
Le site appartient à un vaste enclos de forme complexe dont les limites sont toujours visibles. Celles-ci sont matérialisées par un talus extérieur et par un fossé. L'enclos est traversé d’est en ouest par la route qui relie Pont-Audemer à Aizier, et du sud vers le nord par le chemin dit de Saint-Thomas.

## Histoire

### Maladrerie (XIIe-XVe)

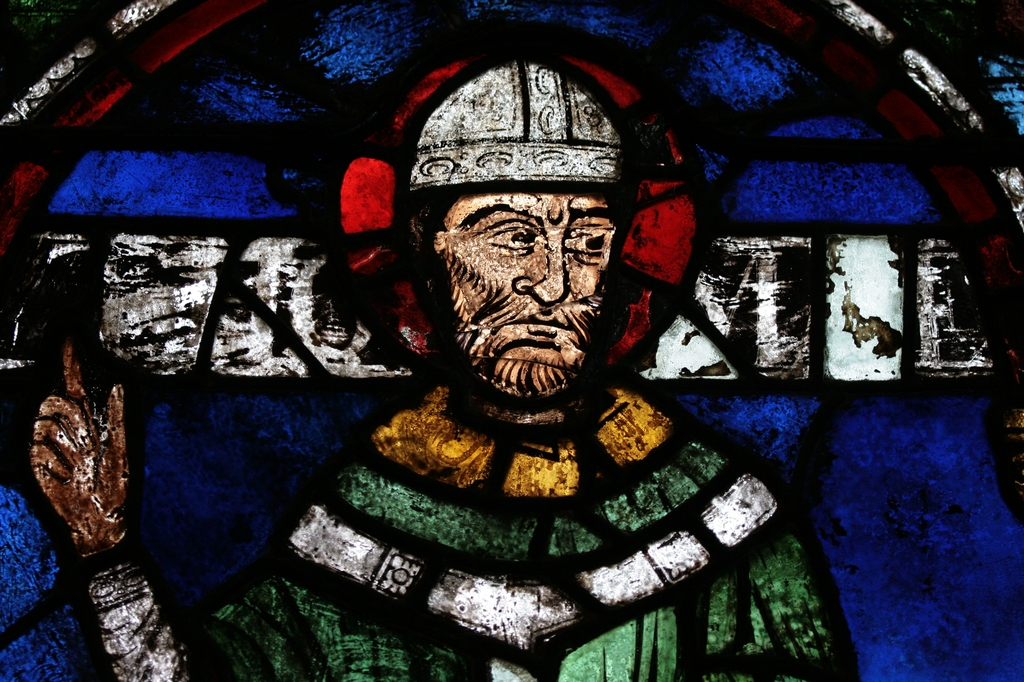
Thomas Becket représenté sur un vitrail de la cathédrale de Cantorbéry.

La maladrerie est fondée au XIIe siècle par les moines de l’abbaye de Fécamp. Implantée sur une terre qui leur a été donnée en 1006, elle a pour vocation d’accueillir les lépreux.
Les moines y édifient une chapelle consacrée à Saint-Thomas Becket, archevêque de Cantorbéry assassiné sur ordre de Henri II, roi d’Angleterre et duc de Normandie en 1170.
La datation de la chapelle peut être établie sur la base de deux éléments : d'une part, la date de canonisation de Thomas Becket (1173) ; d'autre part, un acte de vente de juillet 1227 concernant Vieux-Port qui comporte l’obligation pour l’acquéreur d’entretenir chaque année une lampe allumée sur l’autel de Saint-Thomas. En conséquence, une fourchette de datation comprise entre 1173 et 1227 peut être avancée. Une analyse des caractéristiques architecturales de l'édifice permet d'établir une fourchette plus précise allant de 1173 à 1180.
Les mentions concernant la léproserie restent rares et tardives. Peuvent être citées la mention du chemin des Malades, dans un texte relatif aux domaines de pêche en Seine de 1449, et de lettres de collation de 1594 et 1602. Dans les terriers de 1744 et de 1760, un article consacré à la chapelle mentionne les malades de Saint-Thomas. Cela signifie donc que la chapelle est bien une maladrerie, et que des malades l’occupent encore au début du XVIe siècle.

### Prieuré (XVIe-XVIIIe)
Au XVIe siècle, entre 1541 et 1575, le site devient un prieuré dépendant de l’abbaye de Fécamp. Dès lors, les documents à son sujet se multiplient dans le chartrier de Fécamp.
Toutefois, il semble probable que les prieurs n'ont que très peu, voire pas du tout, occupés les lieux. En effet, les archives mentionnent, dès le XVIIe siècle, l’état avancé d’abandon et de dégradation de la chapelle. De nombreuses réparations sont d'ailleurs recensées à cette époque.
En 1641, l’introduction, au sein de l'abbaye de Fécamp, de bénédictins réformés relevant de la Congrégation de Saint-Maur, conduit à un partage des biens. Le bénéfice du prieuré Saint-Thomas revient alors à ces derniers.
En 1693, Louis XIV prononce une ordonnance par laquelle l'ensemble des léproseries revient aux hôpitaux. Le statut de prieuré du site lui permet d'y échapper.
Au XVIIIe siècle, les mentions faites de la chapelle montrent que celle-ci est dans un état de délabrement avancé. En 1717, elle est, d'ailleurs, frappée d’interdit. Néanmoins, malgré son mauvais état général et l'abandon dont elle fait l'objet, la chapelle reste un lieu de dévotion et de pèlerinage très important.
À la Révolution, la chapelle ainsi que l'ensemble des terres qui en dépendent sont vendues comme bien national. L’édifice religieux est alors complètement abandonné et peu à peu recouvert par la végétation.

### Fouilles archéologiques (XXe)
Le site émerge de terre en 1981, à la suite de travaux de terrassement et de déboisement qui sont suivis, quelques années plus tard, en 1984, d’une première série de fouilles archéologiques sous la direction de Rémi Legros. Entre 1998 et 2010, 13 campagnes de fouilles sont, au total, effectuées. Elles ont conduit à l’étude intégrale du site : situation, organisation du lieu, bâtiments de la léproserie, cimetière et circulation.
En 1998, une première série de sondages révèle la présence d’un cimetière, d’une voie et de bâtiments. De 1999 à 2003, les fouilles réalisées permettent d'appréhender l’organisation et l’évolution de la zone bâtie au cours du Moyen Âge. Les campagnes menées de 2004 à 2006 portent sur l’étude de la zone située au sud de la chapelle ainsi qu’à la fouille du cimetière. Au cours de ces années, des études sont faites sur les enclos (talus et fossés) et sur les axes de circulation qui structurent le site. En 2007, il est procédé au décapage et aux fouilles des abords sud et est de la chapelle. En 2008, la fouille des sépultures de la chapelle et des secteurs non funéraires du site est achevée tandis que celle du cimetière, au nord de la chapelle, s’est poursuivie. Elle s'est achevée en 2009 et 2010, révélant au total un peu plus de 220 sépultures.

### Site privé mais ouvert au public (XXIe)
La maladrerie est, aujourd'hui, la propriété d'une personne privée, mais reste ouverte à la visite. Une promenade expliquée a même été élaborée afin de guider les visiteurs et de leur apporter des précisions sur le site. La découverte de la chapelle de Saint-Thomas d’Aizier est facilitée par un parcours d’interprétation qui permet d’appréhender l’histoire autrement et révèle la signification du site, offrant la possibilité de comprendre l’importance historique des vestiges mis au jour,.
Par ailleurs, cette chapelle demeure toujours un lieu de pèlerinage. Les amoureux viennent y nouer des branches vertes de houx ou de noisetier : si le nœud tient, leur amour durera toujours.

## Structure de la maladrerie: architecture et organisation
La parcelle, aujourd’hui boisée, n’a connu aucune occupation régulière depuis au moins trois cents ans et n’a pas suivi le destin habituel des léproseries qui, après leur désaffectation, ont fait généralement l'objet de réaménagements et ont été réutilisées différemment. Au contraire, ici, le couvert forestier a permis une fossilisation de l’enclos et la sauvegarde des vestiges. C’est donc un site « entier », dont l’étendue et les limites sont connues, et qui possède toutes les caractéristiques générales reconnues pour constituer une léproserie :
- une situation isolée, à l’écart de toute zone d'habitation, mais proche d’une voie de communication (qui a été trouvée en 1998) ;
- une clôture (ici, un talus fossoyé toujours visible) ;
- un point d’eau (il s'agit, ici, d'une mare pavée de silex et toujours conservée) ;
- un lieu de culte (ici, une chapelle toujours existante, mais à l'état de ruine) ;
- un cimetière (découvert en 1998) ;
- un ensemble de bâtiments (trois bâtiments ont été localisés à l'ouest de la chapelle).

### L'enclos
L'enclos de la léproserie est matérialisé par un fossé large de 3,50 m et profond de 0,50 m et par un talus constitué par les remblais provenant du creusement dudit fossé. Un replat large de 1,50 m longe le tracé de l'enclos. Enfin, une plate-forme surplombe ce chemin de 1 m ; c'est là que sont construits les bâtiments de la léproserie.

### La mare
La mare, qui est alimentée par les eaux de pluie, se situe au sud-ouest de la chapelle et au sud des bâtiments d'habitation. Le fond ainsi que le côté occidental sont tapissés de silex. La première mention attestée de la mare date de 1823, année où elle apparaît sur le cadastre napoléonien. Les études dont elle a fait l'objet n'ont pas permis de la dater précisément, notamment à cause d'un nettoyage radical dans les années 1980. Il est donc impossible de déterminer s'il s'agit d'un aménagement contemporain de la création de la léproserie ou de vestiges provenant de la démolition de la chapelle.

### Les bâtiments d'habitation
Les bâtiments d'habitation sont marqués par deux architectures différentes correspondant à deux périodes d'occupation distinctes :
- Entre les XIIIe et XVe siècles, un hôpital est construit. Il s'agit d'un grand édifice de 26 m de long pour 7 m de large comportant vraisemblablement un étage. Les murs sont d'une largeur comprise entre 0,80 m et 0,90 m. Ils sont construits en silex liés au mortier de chaux et installés dans le limon naturel[7],[3].
- Au cours des XVe et XVIe siècles, deux maisons à pans de bois sont construites sur les ruines du premier édifice. De taille plus réduite, elles comportent respectivement deux et trois pièces, et sont équipées d'un four et d'une cheminée. Cette organisation traduit, ici, une individualisation du mode de vie[7],[3].

Le bâtiment le plus à l'est réutilise le pignon oriental de l'ancien hôpital mais est toutefois plus étroit de 1,40 m. Les murs gouttereaux sont des solins en silex liés au limon argileux
L'autre bâtiment est construit sur des solins de silex avec une alternance de silex et de blocs calcaire aménagés selon un motif à damier. Il est large de 4,20 m pour 8,45 m de longueur avec des murs de 0,30 m de large
Ces deux maisons sont abandonnées au cours du XVIe siècle, période à partir de laquelle la léproserie semble devenir désaffectée.

### La chapelle

#### Architecture

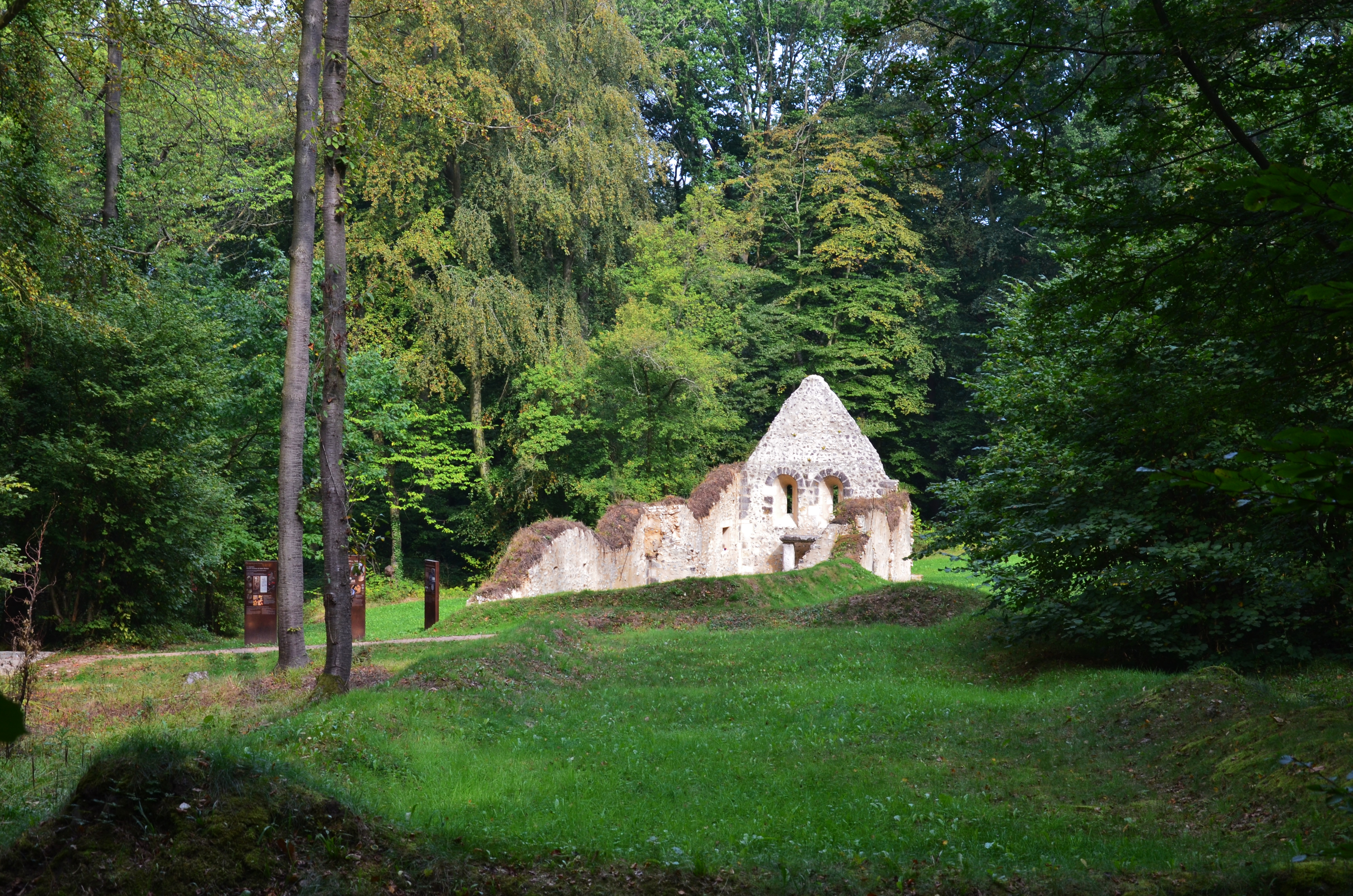
Vue d'ensemble de la chapelle.

De plan asymétrique, la chapelle se compose de deux rectangles :
- une nef de 13,4 m sur  7 ;
- un chœur de 6,8 m sur 6.

Les murs de la chapelle sont soutenus par seize contreforts. L'entrée se fait par une porte latérale située à l'extrémité occidentale de la nef. Du côté oriental, le pignon a été conservé sur toute sa hauteur. Il est percé de deux baies en plein cintres qui attestent de l'origine romane de la chapelle.
L'ensemble de l'édifice est composé de moellons de silex appareillés et liés avec un mortier de chaux sableux. Il est à noter que la base est faite de blocs de silex de gros calibre tandis que les parties supérieures sont composées de blocs de moyens et petits calibres. Des moellons de calcaire, non taillés, sont employés notamment pour les façades extérieures du mur nord et du chevet. Enfin, les angles, les ouvertures et les contreforts sont, en revanche, taillés en gros appareil régulier de pierre calcaire.
Vers la fin du Moyen Âge, le chœur et sans doute une partie de la nef de la chapelle sont ravagés par un incendie à la suite duquel est construit – ou reconstruit – l’emmarchement du chœur qui permettait d'accéder à l'autel.
Enfin, deux autres bases d'autels latéraux, au nord et au sud, dans la nef, à l'entrée du chœur, ont été dégagés.

#### Sépultures
Aucune tombe n'a été découverte dans le chœur, tandis que 39 ont été mises au jour dans la nef. Ces tombes présentent presque toutes la même orientation que la chapelle : tête à l’ouest, pieds à l’est. Leur profondeur varie entre 0,15 m à 1,20 m.
Neuf sépultures correspondent à des inhumations masculines et quatre à des inhumations féminines. Trois adultes n’ont pu être discriminés sexuellement, leur conservation osseuse étant trop mauvaise. Enfin, cinq individus correspondent à des adolescents ou à des immatures.
La majorité des tombes correspondent à des coffrages de bois attestés par un comblement partiel de la sépulture, la subsistance de traces de bois en négatif, d’effets de parois ou par des calages de silex.
Par ailleurs, l’espace sépulcral s’organise en rangées régulière. Les recoupements et les réductions observées tendent à démontrer une utilisation funéraire intensive de la chapelle due certainement à l'attrait de celle-ci et à la volonté de la part des défunts ou de leurs familles de se faire inhumer ad sanctos, c’est-à-dire dans un cimetière ou dans un lieu religieux.
Enfin, plusieurs des sujets comportent des atteintes pathologiques très évocatrices de la lèpre. Les malades avaient donc aussi accès à cet espace sépulcral privilégié.

### Les cimetières

#### Le cimetière nord
Le long de la chapelle, du côté nord, de très nombreuses tombes ont été dégagées. Ces tombes, très proches les unes des autres, étaient installées sur douze ou treize rangées, sur deux à sept niveaux d’inhumations et avec de fréquents recoupements. Comme pour les sépultures de la chapelle, cette densité relève probablement de la volonté d’être inhumé ad sanctos, mais peut-être aussi de se faire inhumer à un emplacement bien précis.
Ensuite, au fur-et-à-mesure de leur éloignement du mur nord de la chapelle, les tombes se dispersent progressivement en douze ou treize rangées avec des recoupements de fosses moins fréquents.
Une profondeur d’ensevelissement importante a pu être observée pour les sépultures les plus éloignées, au nord-est du cimetière (de −1,40 m à −1,70 m), contrairement à celles situées à proximité du mur nord de l’édifice (de −0,80 m à −1,50 m environ au maximum).
De manière générale, il semblerait que la gestion du cimetière ait été très rigoureuse. En effet, les tombes sont « placées selon des alignements relativement réguliers et, lorsque des recoupements de fosses sont observés, les os des défunts antérieurs sont visiblement soigneusement ramassés et placés en réduction. [...] Ces observations semblent témoigner d’un certain respect de la mémoire des défunts et pourraient indiquer une connaissance pérenne des secteurs d’inhumation au sein du cimetière, peut-être en fonction de critères sociaux ou en liaison avec des groupes familiaux ». Cette théorie est également corroborée par la présence de plusieurs sépultures de jeunes sujets (voire de bébés) placés au plus près et le long du mur nord de la chapelle, mais aussi parmi plusieurs sépultures se détachant des autres, dans le secteur nord-est en particulier.

#### Le cimetière sud
Une quinzaine de sépultures a été trouvée dans la zone située au sud de la chapelle, toutes ayant une orientation tête à l’ouest, pieds à l’est.
Les modes d’inhumation observés présentent une prédominance nette des coffrages de bois (douze cas sur quatorze sépultures) avec, néanmoins, des variations propres à chacune.
Parmi ces inhumés, au moins cinq seraient des lépreux, quatre autres sont porteurs de maladies dégénératives ou congénitales importantes.
À l'inverse du cimetière nord, la densité d’occupation à des fins funéraires de ce secteur est assez faible et toutes les fosses ont été installées sur un seul niveau. Ce qui amène à s'interroger sur la chronologie de ces deux cimetières : « l’utilisation à des fins funéraires de la zone sud est-elle contemporaine de celle du cimetière nord ou le début des ensevelissements dans le cimetière sud est-il lié à une saturation de l’espace sépulcral nord, très exploité » ? Malgré des similitudes, notamment en ce qui concerne les modes d’inhumations, aucun élément tangible ne met en avant, pour le moment, des liens ou des différences chronologiques entre les deux cimetières.

#### A l'ouest de la chapelle
Contre le mur occidental de la chapelle, la sépulture d'une femme a été trouvée. C'est la seule à avoir été mis au jour dans ce secteur compris entre la chapelle et les bâtiments d'habitation.
Cet isolement amène à des interrogations. Plusieurs hypothèses ont été avancées « pour expliquer sa présence à cet endroit : la défunte (ou sa famille) a pu vouloir se démarquer dans la mort en s’isolant des inhumations des lépreux parce qu’elle était exempte de la maladie ou pour montrer une certaine humilité en plaçant son dernier lieu de repos sur une zone de passage ».

## Protection
La maladrerie Saint-Thomas Becket fait l'objet d'une inscription au titre des monuments historiques par arrêté du 20 septembre 1993. Entrent dans le périmètre de cette inscription les vestiges visibles ou enfouis de la chapelle et de la maladrerie, y compris la mare et l'enclos. Entre 2001 et 2003, des bénévoles de l'association Chantiers Histoire et Architecture Médiévales participèrent à la restauration de la maladrerie.